# Nossa Senhora das Graças
Nossa Senhora das Graças es un municipio brasileño situado en el estado del Paraná. Tiene una población estimada, en 2021, de 4009 habitantes.
Fue creado a través de la Ley Estatal n.º 4245 del 28 de julio de 1960, e instalado el 1 de diciembre de 1961. Fue separado de Guaraci.

## Geografía
Posee un área de 185.77 km². Se localiza a una latitud 22°54'50" sur y a una longitud 51°47'38" oeste.

### Demografía
Datos del Censo - 2000
Población total: 3.833
- Urbana: 2.848
- Rural: 985

- Hombres: 1.958
- Mujeres: 1.875

Índice de Desarrollo Humano (IDH-M): 0,719
- IDH-M Salario: 0,627
- IDH-M Longevidad: 0,716
- IDH-M Educación: 0,813